# 捲毛線寄居蟹
捲毛線寄居蟹（学名：Nematopagurus ostlingochirus）为寄居蟹科線寄居蟹屬下的一个种。